# Matt Aufderhorst
Matt Aufderhorst (* 1965 in Hamburg) ist ein deutscher Essayist und Journalist.

## Karriere
Aufderhorst hat an der Christian-Albrechts-Universität zu Kiel und an der Universität Hamburg Deutsche Sprache und Literatur, Kunstgeschichte und Soziologie studiert und seinen Magister Artium mit einer Arbeit über Visuelle Poesie erlangt. Er hat als Fernseh- und Hörfunkjournalist gearbeitet, unter anderem als Reporter für den Nachrichtensender N24 (heute: WeltN24 GmbH). Seine Essays über Architektur, Erinnerung und Geschichte sind etwa in der Kulturzeitschrift Lettre International, der Wochenzeitschrift der Freitag als auch der nordamerikanischen Literaturzeitschrift Brick erschienen. Aufderhorst schreibt sowohl auf Deutsch als auch Englisch. Sein Kurzfilm Eschede wurde bei den 40. Nordischen Filmtagen Lübeck gezeigt. Er ist außerdem als Moderator für Kulturveranstaltungen tätig, etwa für das Internationale Literaturfestival Berlin. Aufderhorst ist Mitbegründer von Authors for Peace, einer Autoren-Plattform für Schriftsteller zur Friedensförderung, die er zusammen mit Priya Basil 2010 ins Leben gerufen hat.